# Canthigaster sanctaehelenae
Canthigaster sanctaehelenae es una especie de peces de la familia Tetraodontidae en el orden de los Tetraodontiformes.

## Hábitat
Es un pez de mar de clima tropical y asociado a los  arrecifes de coral que vive entre 0-40 m de profundidad.

## Distribución geográfica
Se encuentra en el Atlántico sudoriental: islas de Santa Helena y del  Ascensión.